# 下川遗址
下川遗址，位于山西省晋城市沁水县城西70公里的下川乡，是中华人民共和国山西省文物保护单位之一。
1986年8月18日，授予山西省文物保护单位，是一座古遗址。